# Musaranya de Grassé
La musaranya de Grassé (Crocidura grassei) és una espècie de mamífer eulipotifle de la família de les musaranyes (Soricidae) que habita el Camerun, la República Centreafricana, Guinea Equatorial, el Gabon i, possiblement, la República del Congo. No sembla que hi hagi grans amenaces per aquesta espècie en el seu conjunt, tot i que algunes poblacions poden estar amenaçades per la desforestació.